# Obszary chronionego krajobrazu w Polsce

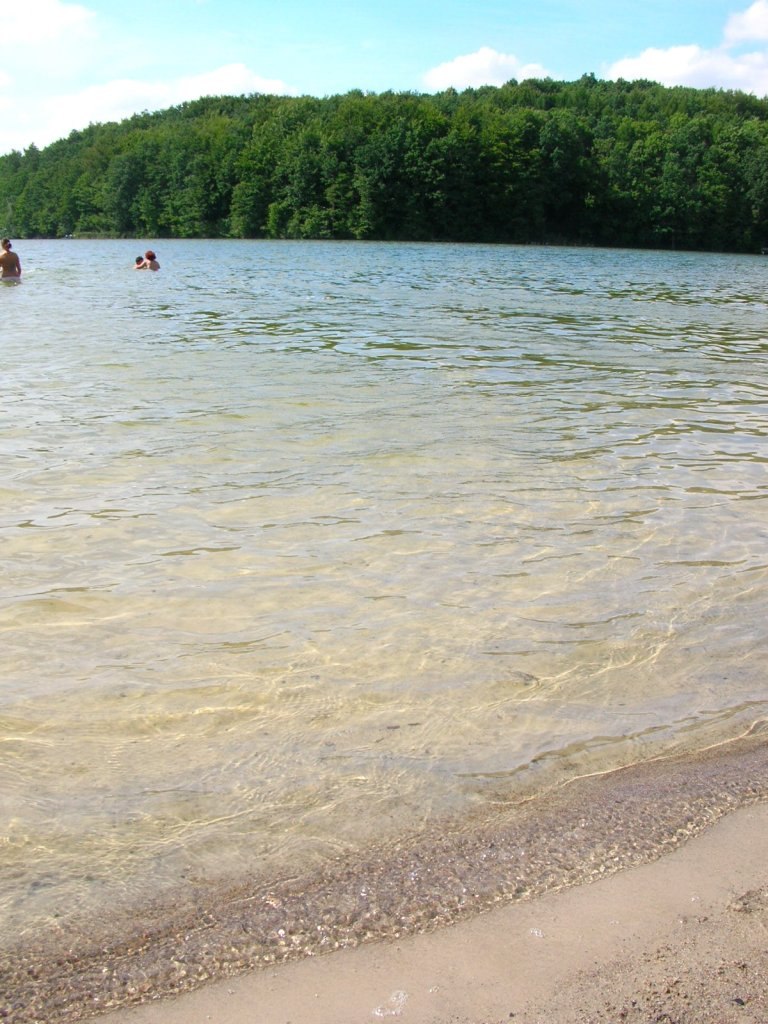
Jezioro Salno na terenie Obszaru Chronionego Krajobrazu Rynny Jezior Byszewskich

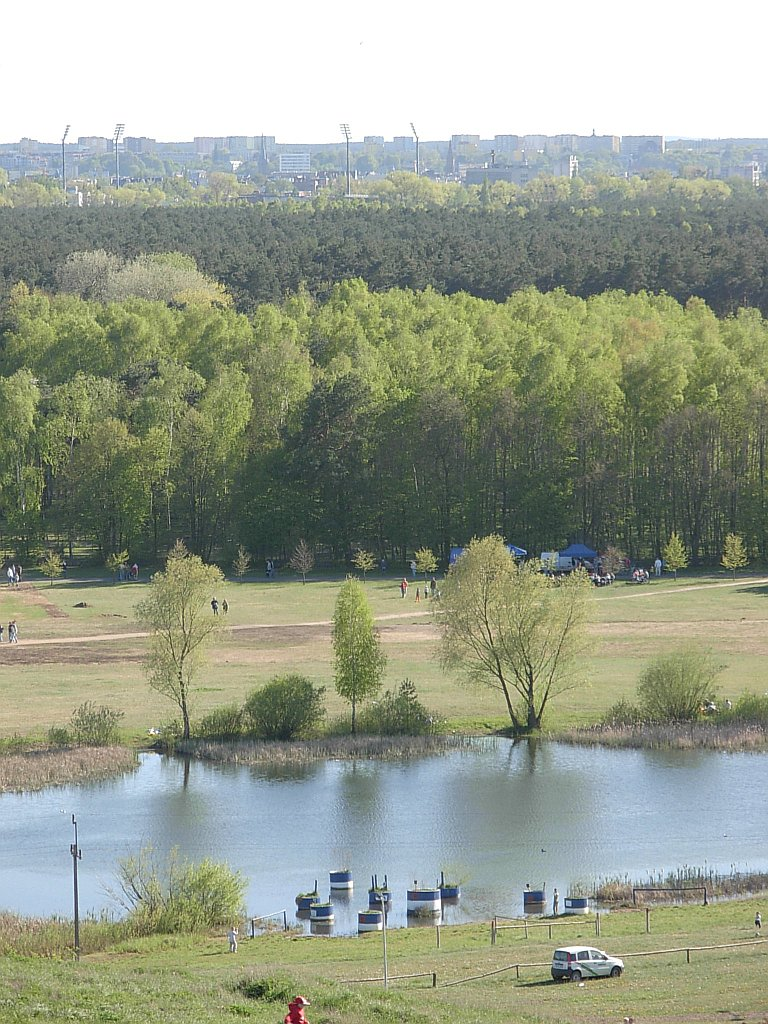
Leśny Park Kultury i Wypoczynku na terenie Obszaru Chronionego Krajobrazu Północnego Pasa Rekreacyjnego Miasta Bydgoszczy

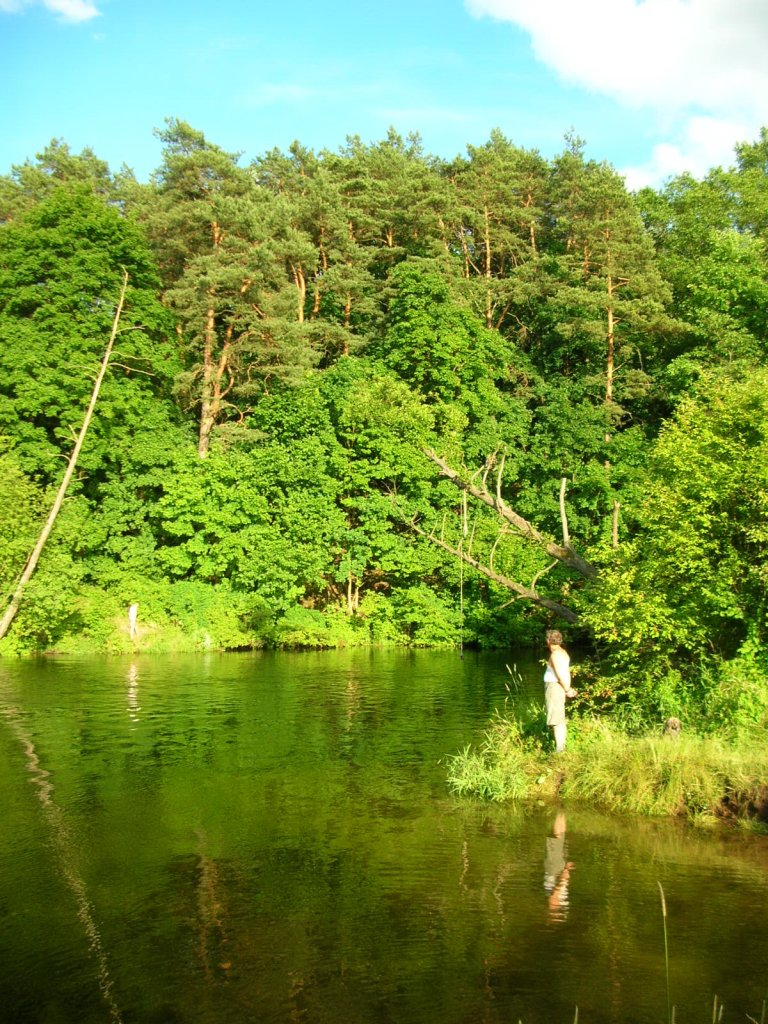
Rzeka Brda na terenie Obszaru Chronionego Krajobrazu Zalewu Koronowskiego

W 2023 roku istniało w Polsce 389 obszarów chronionego krajobrazu o łącznej powierzchni 7 014 193,9 ha, co stanowiło 22,3% powierzchni kraju. Najwięcej obszarów chronionego krajobrazu znajduje się w województwie warmińsko-mazurskim (69), najmniej (9) w opolskim. Liczba obszarów zmienia się wskutek powoływania nowych przez władze samorządowe gmin lub też ich przekształcania w inne formy ochrony przyrody, np. parki krajobrazowe.

## województwo dolnośląskie[2]

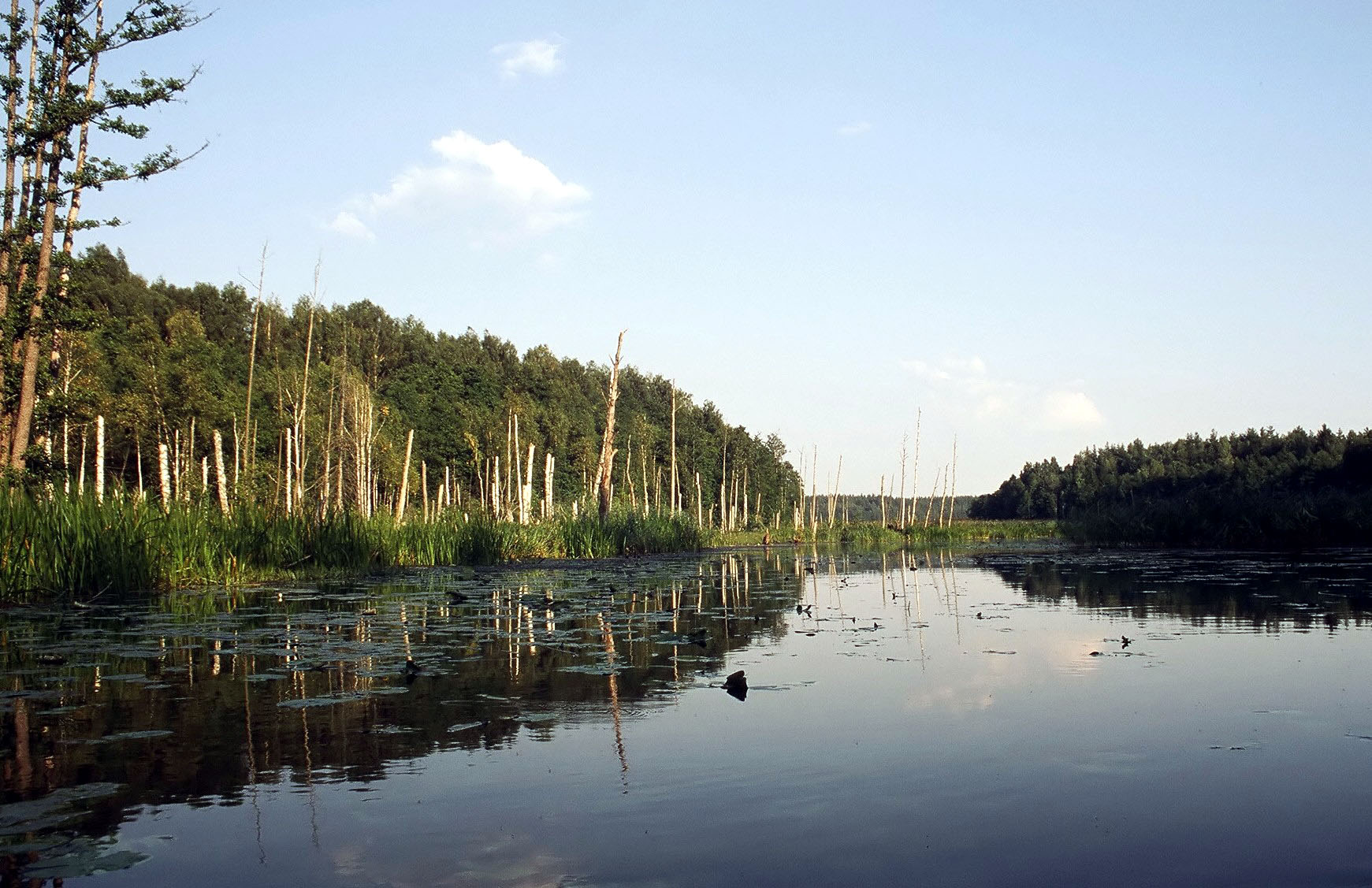
Dolina Rospudy

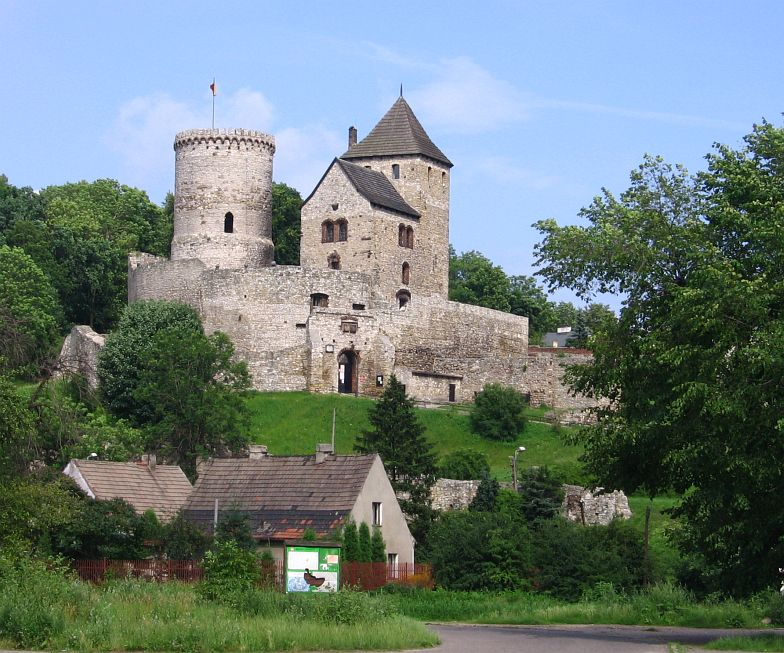
Na terenie Obszaru Chronionego Krajobrazu „Góra Zamkowa” w Będzinie

1. Obszar Chronionego Krajobrazu Dolina Baryczy
2. Obszar Chronionego Krajobrazu Dolina Czarnej Wody
3. Obszar Chronionego Krajobrazu Dolina Odry
4. Obszar Chronionego Krajobrazu Góra Krzyżowa
5. Obszar Chronionego Krajobrazu Góry Bardzkie i Sowie
6. Obszar Chronionego Krajobrazu Góry Bystrzyckie i Orlickie
7. Obszar Chronionego Krajobrazu Grodziec
8. Obszar Chronionego Krajobrazu Kopuły Chełmca
9. Obszar Chronionego Krajobrazu Krzywińsko-Osiecki
10. Obszar Chronionego Krajobrazu Lasy Chocianowskie
11. Obszar Chronionego Krajobrazu Masyw Trójgarbu
12. Obszar Chronionego Krajobrazu Ostrzyca Proboszczowicka
13. Obszar Chronionego Krajobrazu Wzgórza Dalkowskie
14. Obszar Chronionego Krajobrazu Wzgórza Niemczańsko-Strzelińskie
15. Obszar Chronionego Krajobrazu Wzgórza Ostrzeszowskie i Kotlina Odolanowska (także w woj. wielkopolskim)
16. Obszar Chronionego Krajobrazu Wzgórza Trzebnickie
17. Obszar Chronionego Krajobrazu Zawory
18. obszar chronionego krajobrazu bez nazwy, stanowiący Zalew leśniańsko-złotnicki na terenie gmin Leśna, Lubań, Gryfów Śląski, Olszyna

## województwo kujawsko-pomorskie[3]
1. Nadnotecki Obszar Chronionego Krajobrazu
2. Nadwiślański Obszar Chronionego Krajobrazu
3. Obszar Chronionego Krajobrazu Doliny Drwęcy
4. Obszar Chronionego Krajobrazu Doliny Osy i Gardęgi
5. Obszar Chronionego Krajobrazu Doliny rzeki Kamionki
6. Obszar Chronionego Krajobrazu Doliny rzeki Sępolenki
7. Obszar Chronionego Krajobrazu Drumliny Zbójeńskie
8. Obszar Chronionego Krajobrazu Jezior Rogowskich
9. Obszar Chronionego Krajobrazu Jezior Żędowskich
10. Obszar Chronionego Krajobrazu Jezior Żnińskich
11. Obszar Chronionego Krajobrazu Jezioro Głuszyńskie
12. Obszar Chronionego Krajobrazu Jezioro Modzerowskie
13. Obszar Chronionego Krajobrazu Jezioro Skępskie
14. Obszar Chronionego Krajobrazu Jezioro Stelchno
15. Obszar Chronionego Krajobrazu Lasów Balczewskich
16. Obszar Chronionego Krajobrazu Lasów Miradzkich
17. Obszar Chronionego Krajobrazu Łąki Nadnoteckie
18. Obszar Chronionego Krajobrazu Niziny Ciechocińskiej
19. Obszar Chronionego Krajobrazu Ozów Wielowickich
20. Obszar Chronionego Krajobrazu Północnego Pasa Rekreacyjnego Miasta Bydgoszczy
21. Obszar Chronionego Krajobrazu Rynny Jezior Byszewskich
22. Obszar Chronionego Krajobrazu Strefy Krawędziowej Doliny Wisły
23. Obszar Chronionego Krajobrazu Strefy Krawędziowej Kotliny Toruńskiej
24. Obszar Chronionego Krajobrazu Torfowiskowo-Jeziorno-Leśny Zgniłka-Wieczno-Wronie
25. Obszar Chronionego Krajobrazu Wschodni Borów Tucholskich
26. Obszar Chronionego Krajobrazu Wydm Kotliny Toruńsko-Bydgoskiej
27. Obszar Chronionego Krajobrazu Wydmowy na południe od Torunia
28. Obszar Chronionego Krajobrazu Zalewu Koronowskiego
29. Obszar Chronionego Krajobrazu Źródła Skrwy
30. Śliwicki Obszar Chronionego Krajobrazu
31. Świecki Obszar Chronionego Krajobrazu

## województwo lubelskie[4]
1. Łukowski Obszar Chronionego Krajobrazu
2. Radzyński Obszar Chronionego Krajobrazu
3. Chełmski Obszar Chronionego Krajobrazu
4. Grabowiecko-Strzelecki Obszar Chronionego Krajobrazu
5. Pawłowski Obszar Chronionego Krajobrazu
6. Poleski Obszar Chronionego Krajobrazu
7. Kraśnicki Obszar Chronionego Krajobrazu
8. Chodelski Obszar Chronionego Krajobrazu
9. Czerniejowski Obszar Chronionego Krajobrazu
10. Obszar Chronionego Krajobrazu Dolina Ciemięgi
11. Obszar Chronionego Krajobrazu Kozi Bór
12. Obszar Chronionego Krajobrazu Pradolina Wieprza
13. Obszar Chronionego Krajobrazu Annówka
14. Dołhobyczowski Obszar Chronionego Krajobrazu
15. Nadbużański Obszar Chronionego Krajobrazu (powiat bialski, powiat włodawski)
16. Nadbużański Obszar Chronionego Krajobrazu (powiat hrubieszowski)
17. Roztoczański Obszar Chronionego Krajobrazu

## województwo lubuskie[5]
1. Obszar Chronionego Krajobrazu Puszcza Drawska
2. Obszar Chronionego Krajobrazu Puszcza Barlinecka
3. Obszar Chronionego Krajobrazu Lasy Witnicko-Dębieńskie
4. Obszar Chronionego Krajobrazu Lasy Witnicko-Dzieduszyckie
5. Obszar Chronionego Krajobrazu Dolina Warty i Dolnej Noteci
6. Obszar Chronionego Krajobrazu Gorzowsko-Krzeszycka Dolina Warty
7. Obszar Chronionego Krajobrazu Pojezierze Puszczy Noteckiej
8. Obszar Chronionego Krajobrazu Gorzycko
9. Obszar Chronionego Krajobrazu Dolina Obry
10. Obszar Chronionego Krajobrazu Dolina Jeziornej Strugi
11. Obszar Chronionego Krajobrazu Pojezierze Lubniewicko-Sulęcińskie
12. Obszar Chronionego Krajobrazu Dolina Postomii
13. Obszar Chronionego Krajobrazu Ośniańska Rynna z Jeziorem Radachowskim
14. Obszar Chronionego Krajobrazu Ośniańska Rynna z Jeziorem Busko
15. Obszar Chronionego Krajobrazu Zbąszyńska Dolina Obry
16. Obszar Chronionego Krajobrazu Rynna Paklicy i Ołoboku
17. Obszar Chronionego Krajobrazu Dolina Ilanki
18. Obszar Chronionego Krajobrazu Słubicka Dolina Odry
19. Obszar Chronionego Krajobrazu Puszcza nad Pliszką
20. Obszar Chronionego Krajobrazu Rynny Obrzycko-Obrzańskie
21. Obszar Chronionego Krajobrazu Krośnieńska Dolina Odry
22. Obszar Chronionego Krajobrazu Gubińskie Mokradła
23. Obszar Chronionego Krajobrazu Pojezierze Sławsko-Przemęckie
24. Obszar Chronionego Krajobrazu Nowosolska Dolina Odry
25. Obszar Chronionego Krajobrazu Wzniesienia Zielonogórskie
26. Obszar Chronionego Krajobrazu Dolina Śląskiej Ochli
27. Obszar Chronionego Krajobrazu Rynna Pławska
28. Obszar Chronionego Krajobrazu Dolina Bobru
29. Obszar Chronionego Krajobrazu Bronków-Janiszowice
30. Obszar Chronionego Krajobrazu Dolina Nysy
31. Obszar Chronionego Krajobrazu Wzgórza Dalkowskie
32. Obszar Chronionego Krajobrazu Dolina Brzeźnicy
33. Obszar Chronionego Krajobrazu Zachodnie okolice Lubska
34. Obszar Chronionego Krajobrazu Wschodnie okolice Lubska
35. Obszar Chronionego Krajobrazu Dolina Szprotawki
36. Obszar Chronionego Krajobrazu Las Żarski
37. Obszar Chronionego Krajobrazu Bory Bogumiłowskie
38. Obszar Chronionego Krajobrazu Bory Dolnośląskie

## województwo łódzkie[6]
1. Bolimowsko-Radziejowicki z doliną środkowej Rawki Obszar Chronionego Krajobrazu
2. Brąszewicki Obszar Chronionego Krajobrazu
3. Chrząstawsko-Widawski Obszar Chronionego Krajobrazu[a]
4. Obszar Chronionego Krajobrazu Dolina Bzury
5. Obszar Chronionego Krajobrazu Dolina Prosny
6. Obszar Chronionego Krajobrazu Dolina Przysowy (niewielki fragment, większość obszaru położona w woj. mazowieckim)
7. Obszar Chronionego Krajobrazu Górnej Rawki
8. Obszar Chronionego Krajobrazu Mrogi i Mrożycy
9. Nadwarciański Obszar Chronionego Krajobrazu
10. Obszar Chronionego Krajobrazu Pradoliny Warszawsko-Berlińskiej
11. Przedborski Obszar Chronionego Krajobrazu
12. Puczniewski Obszar Chronionego Krajobrazu
13. Obszar Chronionego Krajobrazu Środkowej Grabi
14. Obszar Chronionego Krajobrazu Dolina Miazgi pod Andrespolem
15. Obszar Chronionego Krajobrazu Doliny Wolbórki
16. Obszar Chronionego Krajobrazu Doliny Widawki
17. Obszar Chronionego Krajobrazu Dolina Chojnatki
18. Piliczański Obszar Chronionego Krajobrazu

## województwo małopolskie[7]

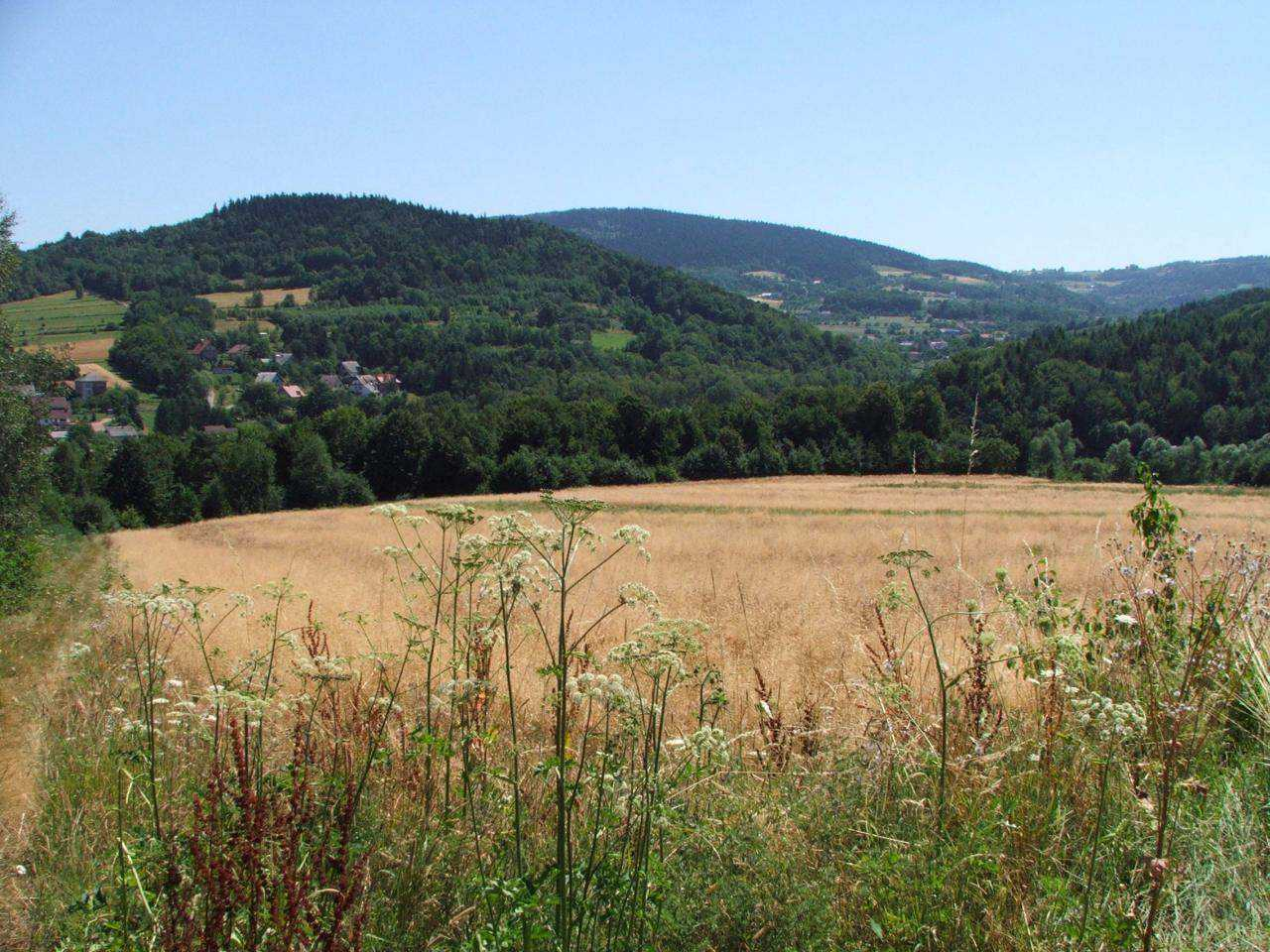
Krajobraz na terenie Obszaru Chronionego Krajobrazu Pogórza Wiśnickiego

1. Bratucicki Obszar Chronionego Krajobrazu
2. Obszar Chronionego Krajobrazu Doliny Wisły
3. Jastrząbsko-Żdżarski Obszar Chronionego Krajobrazu
4. Koszycki Obszar Chronionego Krajobrazu
5. Obszar Chronionego Krajobrazu Pogórza Ciężkowickiego
6. Obszar Chronionego Krajobrazu Wyżyny Miechowskiej (nazwa obejmuje tylko teren na obszarze woj. małopolskiego)[8]
7. Południowomałopolski Obszar Chronionego Krajobrazu
8. Radłowsko-Wierzchosławicki Obszar Chronionego Krajobrazu
9. Obszar Chronionego Krajobrazu Wschodniego Pogórza Wiśnickiego
10. Obszar Chronionego Krajobrazu Zachodniego Pogórza Wiśnickiego

## województwo mazowieckie[9]

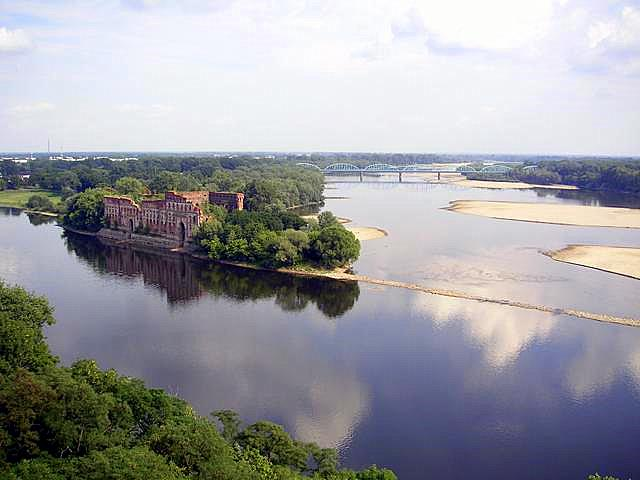
Ujście Narwi do Wisły na terenie Warszawskiego Obszaru Chronionego Krajobrazu

1. Warszawski Obszar Chronionego Krajobrazu
2. Obszar Chronionego Krajobrazu Dolina Przysowy
3. Nadwiślański Obszar Chronionego Krajobrazu położony na terenie powiatów płońskiego, płockiego i sochaczewskiego
4. Gostynińsko-Gąbiński Obszar Chronionego Krajobrazu
5. Obszar Chronionego Krajobrazu Równina Raciążska
6. Obszar Chronionego Krajobrazu Przyrzecze Skrwy Prawej
7. Obszar Chronionego Krajobrazu Przyrzecze Skrwy Lewej
8. Obszar Chronionego Krajobrazu Lasy Przysusko-Szydłowieckie (także na terenie woj. świętokrzyskiego)
9. Obszar Chronionego Krajobrazu Iłża Makowiec
10. Obszar Chronionego Krajobrazu Dolina Rzeki Zwolenki
11. Obszar Chronionego Krajobrazu Dolina rzeki Pilicy i Drzewiczki
12. Obszar Chronionego Krajobrazu Solec nad Wisłą
13. Obszar Chronionego Krajobrazu Dolina Rzeki Jeziorki
14. Zieluńsko-Rzęgnowski Obszar Chronionego Krajobrazu
15. Obszar Chronionego Krajobrazu Okolice Rybna i Lidzbarka
16. Naruszewski Obszar Chronionego Krajobrazu
17. Krośnicko-Kosmowski Obszar Chronionego Krajobrazu
18. Krysko-Joniecki Obszar Chronionego Krajobrazu
19. Obszar Chronionego Krajobrazu Międzyrzecze Skrwy i Wkry
20. Nadwkrzański Obszar Chronionego Krajobrazu
21. Nasielsko-Karniewski Obszar Chronionego Krajobrazu
22. Obszar Chronionego Krajobrazu Dolina Bugu i Nurca
23. Nadbużański Obszar Chronionego Krajobrazu
24. Łukowski Obszar Chronionego Krajobrazu
25. Siedlecko-Węgrowski Obszar Chronionego Krajobrazu
26. Miński Obszar Chronionego Krajobrazu
27. Nadwiślański Obszar Chronionego Krajobrazu położony na terenie powiatów garwolińskiego, mińskiego i otwockiego
28. Bolimowsko-Radziejowicki z doliną środkowej Rawki Obszar Chronionego Krajobrazu
29. Nadwiślański Obszar Chronionego Krajobrazu położony na terenie powiatu sochaczewskiego
30. Obszar Chronionego Krajobrazu Dolina Kosówki

## województwo opolskie[3]
1. Obszar Chronionego Krajobrazu Lasy Stobrawsko-Turawskie
2. Obszar Chronionego Krajobrazu Bory Niemodlińskie
3. Otmuchowsko-Nyski Obszar Chronionego Krajobrazu
4. Obszar Chronionego Krajobrazu Łęg Zdzieszowicki
5. Obszar Chronionego Krajobrazu Las Głubczycki
6. Obszar Chronionego Krajobrazu Wronin – Maciowakrze
7. Obszar Chronionego Krajobrazu Mokre – Lewice
8. Obszar Chronionego Krajobrazu Grodziec
9. Obszar Chronionego Krajobrazu Załęcze – Polesie

## województwo podkarpackie[10]

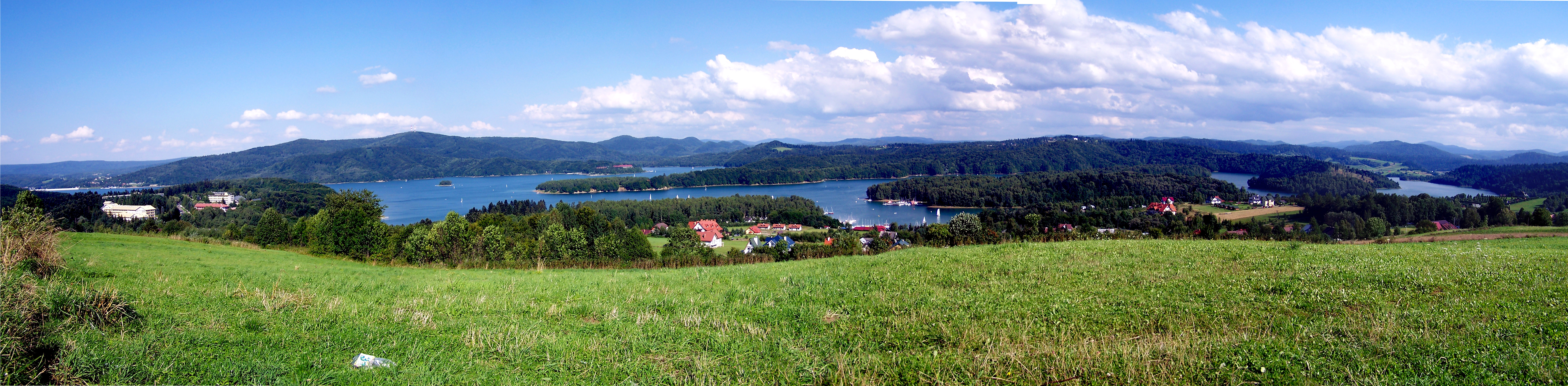
Jezioro Solińskie

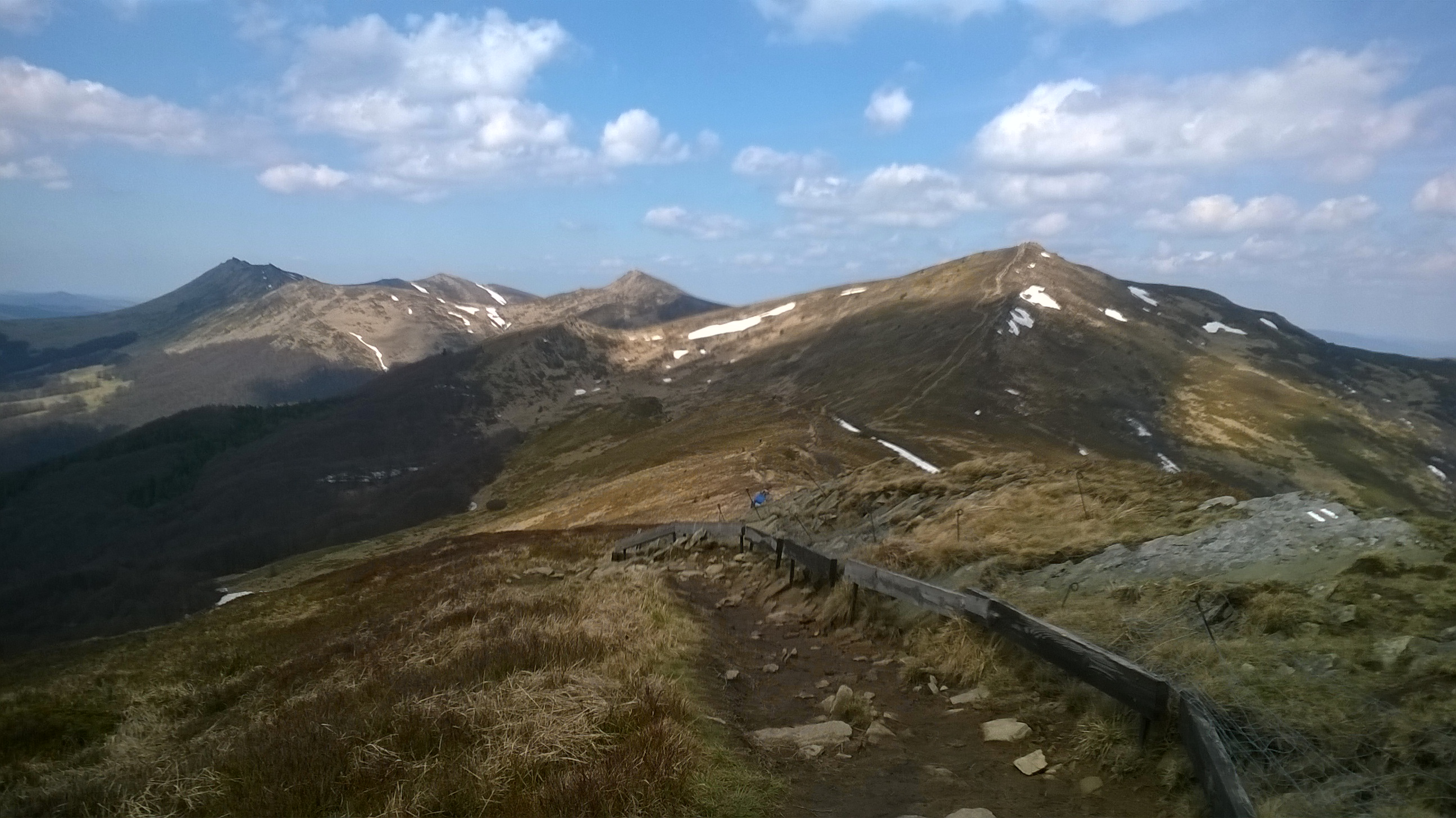
Bieszczady

1. Wschodniobeskidzki Obszar Chronionego Krajobrazu
2. Obszar Chronionego Krajobrazu Beskidu Niskiego
3. Czarnorzecki Obszar Chronionego Krajobrazu
4. Przemysko-Dynowski Obszar Chronionego Krajobrazu
5. Sieniawski Obszar Chronionego Krajobrazu
6. Roztoczański Obszar Chronionego Krajobrazu
7. Mielecko-Kolbuszowsko-Głogowski Obszar Chronionego Krajobrazu
8. Sokołowsko-Wilczowolski Obszar Chronionego Krajobrazu
9. Hyżnieńsko-Gwoźnicki Obszar Chronionego Krajobrazu
10. Kuryłowski Obszar Chronionego Krajobrazu
11. Brzóźniański Obszar Chronionego Krajobrazu
12. Zmysłowski Obszar Chronionego Krajobrazu
13. Strzyżowsko-Sędziszowski Obszar Chronionego Krajobrazu

## województwo podlaskie[11]
1. Obszar Chronionego Krajobrazu Puszcza Białowieska
2. Obszar Chronionego Krajobrazu Dolina Narwi
3. Obszar Chronionego Krajobrazu Wzgórza Sokólskie
4. Obszar Chronionego Krajobrazu Dolina Bugu
5. Obszar Chronionego Krajobrazu Dolina Rospudy
6. Obszar Chronionego Krajobrazu Dolina Błędzianki
7. Obszar Chronionego Krajobrazu Pojezierze Północnej Suwalszczyzny
8. Obszar Chronionego Krajobrazu Pojezierze Sejneńskie
9. Obszar Chronionego Krajobrazu Puszcza i Jeziora Augustowskie
10. Obszar Chronionego Krajobrazu Pojezierze Rajgrodzkie
11. Obszar Chronionego Krajobrazu Dolina Bugu i Nurca
12. Obszar Chronionego Krajobrazu Dolina Biebrzy
13. Obszar Chronionego Krajobrazu Równiny Kurpiowskiej i Doliny Dolnej Narwi

## województwo pomorskie[12]
1. Obszar Chronionego Krajobrazu Fragment Borów Tucholskich
2. Obszar Chronionego Krajobrazu Fragment Pradoliny Łeby i Wzgórza Morenowe na południe od Lęborka
3. Obszar Chronionego Krajobrazu Jezioro Bobięcińskie ze Skibską Górą
4. Obszar Chronionego Krajobrazu Jezioro Łętowskie i okolice Kępic
5. Obszar Chronionego Krajobrazu na południowy wschód od Jeziora Bielsko
6. Obszar Chronionego Krajobrazu Okolice Jezior Krępsko i Szczytno
7. Obszar Chronionego Krajobrazu Pas pobrzeża na wschód od Ustki
8. Obszar Chronionego Krajobrazu Pas pobrzeża na zachód od Ustki
9. Obszar Chronionego Krajobrazu Zespół Jezior Człuchowskich
10. Obszar Chronionego Krajobrazu Źródliskowy obszar Brdy i Wieprzy na wschód od Miastka
11. Chojnicko-Tucholski Obszar Chronionego Krajobrazu
12. Północny Obszar Chronionego Krajobrazu – część wschodnia
13. Północny Obszar Chronionego Krajobrazu – część zachodnia
14. Obszar Chronionego Krajobrazu Doliny Raduni
15. Choczewsko-Saliński Obszar Chronionego Krajobrazu
16. Gniewski Obszar Chronionego Krajobrazu
17. Gowidliński Obszar Chronionego Krajobrazu
18. Kartuski Obszar Chronionego Krajobrazu
19. Lipuski Obszar Chronionego Krajobrazu
20. Nadmorski Obszar Chronionego Krajobrazu
21. Nadwiślański Obszar Chronionego Krajobrazu
22. Obszar Chronionego Krajobrazu Borów Tucholskich
23. Obszar Chronionego Krajobrazu Doliny Łeby
24. Obszar Chronionego Krajobrazu Doliny Wierzycy
25. Obszar Chronionego Krajobrazu Doliny Wietcisy
26. Obszar Chronionego Krajobrazu Pradoliny Łeby-Redy
27. Obszar Chronionego Krajobrazu Puszczy Darżlubskiej
28. Obszar Chronionego Krajobrazu Wyspy Sobieszewskiej
29. Obszar Chronionego Krajobrazu Żuław Gdańskich
30. Otomiński Obszar Chronionego Krajobrazu
31. Polaszkowski Obszar Chronionego Krajobrazu
32. Przywidzki Obszar Chronionego Krajobrazu
33. Morawski Obszar Chronionego Krajobrazu
34. Obszar Chronionego Krajobrazu Białej Góry
35. Obszar Chronionego Krajobrazu Doliny Kwidzyńskiej
36. Obszar Chronionego Krajobrazu Jeziora Dzierzgoń
37. Obszar Chronionego Krajobrazu Rzeki Dzierzgoń (także w woj. warmińsko-mazurskim)
38. Obszar Chronionego Krajobrazu Rzeki Liwy (także w woj. warmińsko-mazurskim)
39. Obszar Chronionego Krajobrazu Rzeki Nogat (także w woj. warmińsko-mazurskim)
40. Obszar Chronionego Krajobrazu Rzeki Szkarpawy
41. Ryjewski Obszar Chronionego Krajobrazu
42. Sadliński Obszar Chronionego Krajobrazu
43. Środkowożuławski Obszar Chronionego Krajobrazu

## województwo śląskie[13]
1. Obszar Chronionego Krajobrazu Dobra-Wilkoszyn
2. Obszar Chronionego Krajobrazu Las Grodziecki
3. Obszar Chronionego Krajobrazu Wzgórze Doroty
4. Obszar chronionego krajobrazu Góra Zamkowa
5. Obszar Chronionego Krajobrazu Podkępie
6. Obszar Chronionego Krajobrazu Przełajka
7. Obszar Chronionego Krajobrazu Potok Ornontowicki z dopływami
8. Obszar Chronionego Krajobrazu Potok Leśny z dopływami
9. Obszar Chronionego Krajobrazu Potok z Bujakowa z dopływami
10. Obszar Chronionego Krajobrazu Potok Łąkowy z dopływami
11. Obszar Chronionego Krajobrazu Potok od Solarni z dopływami
12. Obszar Chronionego Krajobrazu Meandry rzeki Odry
13. Obszar Chronionego Krajobrazu Cieszyńskie Pogórze

## województwo świętokrzyskie[14]
1. Kielecki Obszar Chronionego Krajobrazu
2. Świętokrzyski Obszar Chronionego Krajobrazu
3. Obszar Chronionego Krajobrazu Lasy Przysusko-Szydłowieckie (także na terenie woj. mazowieckiego)
4. Jeleniowsko-Staszowski Obszar Chronionego Krajobrazu
5. Koszycko-Opatowiecki Obszar Chronionego Krajobrazu
6. Miechowsko-Działoszycki Obszar Chronionego Krajobrazu
7. Solecko-Pacanowski Obszar Chronionego Krajobrazu
8. Chmielnicko-Szydłowski Obszar Chronionego Krajobrazu
9. Włoszczowsko-Jędrzejowski Obszar Chronionego Krajobrazu
10. Podkielecki Obszar Chronionego Krajobrazu
11. Obszar Chronionego Krajobrazu Doliny Kamiennej
12. Konecko-Łopuszniański Obszar Chronionego Krajobrazu
13. Przedborski Obszar Chronionego Krajobrazu
14. Kozubowski Obszar Chronionego Krajobrazu
15. Szaniecki Obszar Chronionego Krajobrazu
16. Nadnidziański Obszar Chronionego Krajobrazu
17. Chęcińsko-Kielecki Obszar Chronionego Krajobrazu
18. Jeleniowski Obszar Chronionego Krajobrazu
19. Sieradowicki Obszar Chronionego Krajobrazu
20. Cisowsko-Orłowiński Obszar Chronionego Krajobrazu
21. Suchedniowsko-Oblęgorski Obszar Chronionego Krajobrazu

## województwo warmińsko-mazurskie[15]
1. Buchnowski Obszar Chronionego Krajobrazu
2. Dąbrówieński Obszar Chronionego Krajobrazu
3. Hartowiecki Obszar Chronionego Krajobrazu
4. Naguszewski Obszar Chronionego Krajobrazu
5. Narieński Obszar Chronionego Krajobrazu
6. Skarliński Obszar Chronionego Krajobrazu
7. Słobicki Obszar Chronionego Krajobrazu
8. Spychowski Obszar Chronionego Krajobrazu
9. Obszar Chronionego Krajobrazu Bagien Mażańskich
10. Obszar Chronionego Krajobrazu Doliny Błędzianki
11. Obszar Chronionego Krajobrazu Doliny Dolnej Drwęcy
12. Obszar Chronionego Krajobrazu Doliny Dolnej Łyny
13. Obszar Chronionego Krajobrazu Doliny Elmy
14. Obszar Chronionego Krajobrazu Doliny Gołdapy i Węgorapy
15. Obszar Chronionego Krajobrazu Doliny Górnej Drwęcy
16. Obszar Chronionego Krajobrazu Doliny Górnej Wkry
17. Obszar Chronionego Krajobrazu Doliny Legi
18. Obszar Chronionego Krajobrazu Doliny Pasłęki
19. Obszar Chronionego Krajobrazu Doliny Rzek Nidy i Szkotówki
20. Obszar Chronionego Krajobrazu Doliny Rzeki Guber
21. Obszar Chronionego Krajobrazu Doliny Rzeki Orzyc
22. Obszar Chronionego Krajobrazu Doliny Rzeki Wel
23. Obszar Chronionego Krajobrazu Doliny Symsarny
24. Obszar Chronionego Krajobrazu Doliny Środkowej Łyny
25. Obszar Chronionego Krajobrazu Gawlik
26. Obszar Chronionego Krajobrazu Grabowo
27. Obszar Chronionego Krajobrazu Grzybiny
28. Obszar Chronionego Krajobrazu Jeziora Drużno
29. Obszar Chronionego Krajobrazu Jeziora Goryńskiego
30. Obszar Chronionego Krajobrazu Jezior Legińsko-Mrągowskich
31. Obszar Chronionego Krajobrazu Jeziora Mielno
32. Obszar Chronionego Krajobrazu Jezior Oleckich
33. Obszar Chronionego Krajobrazu Jezior Orzyckich
34. Obszar Chronionego Krajobrazu Jeziora Oświn
35. Obszar Chronionego Krajobrazu Jezior Rajgrodzkich
36. Obszar Chronionego Krajobrazu Kanału Elbląskiego
37. Obszar Chronionego Krajobrazu Kłos
38. Obszar Chronionego Krajobrazu Krainy Wielkich Jezior Mazurskich
39. Obszar Chronionego Krajobrazu Krzyżany
40. Obszar Chronionego Krajobrazu Lasów Taborskich
41. Obszar Chronionego Krajobrazu Mazurskiego Parku Krajobrazowego – Kierwik
42. Obszar Chronionego Krajobrazu Mazurskiego Parku Krajobrazowego – Ruciane Nida
43. Obszar Chronionego Krajobrazu Mazurskiego Parku Krajobrazowego – Szeroki Bór
44. Obszar Chronionego Krajobrazu Mazurskiego Parku Krajobrazowego – Wschód
45. Obszar Chronionego Krajobrazu Mazurskiego Parku Krajobrazowego – Zachód
46. Obszar Chronionego Krajobrazu Welskiego Parku Krajobrazowego – Dębień
47. Obszar Chronionego Krajobrazu Welskiego Parku Krajobrazowego – Słup
48. Obszar Chronionego Krajobrazu Pojezierza Ełckiego
49. Obszar Chronionego Krajobrazu Pojezierza Iławskiego część A i B
50. Obszar Chronionego Krajobrazu Pojezierza Iławskiego – Wschód
51. Obszar Chronionego Krajobrazu Pojezierza Olsztyńskiego
52. Obszar Chronionego Krajobrazu Puszczy Boreckiej
53. Obszar Chronionego Krajobrazu Puszczy i Jezior Piskich
54. Obszar Chronionego Krajobrazu Puszczy Napiwodzko-Ramuckiej
55. Obszar Chronionego Krajobrazu Puszczy Rominckiej
56. Obszar Chronionego Krajobrazu Równiny Orneckiej
57. Obszar Chronionego Krajobrazu Rzeki Banówki
58. Obszar Chronionego Krajobrazu Rzeki Baudy
59. Obszar Chronionego Krajobrazu Rzeki Dzierzgoń (także w woj. pomorskim)
60. Obszar Chronionego Krajobrazu Rzeki Liwy (także w woj. pomorskim)
61. Obszar Chronionego Krajobrazu Rzeki Nogat (także w woj. pomorskim)
62. Obszar Chronionego Krajobrazu Rzeki Wałszy
63. Obszar Chronionego Krajobrazu Rzeki Wąskiej
64. Obszar Chronionego Krajobrazu Wybrzeża Staropruskiego
65. Obszar Chronionego Krajobrazu Wysoczyzna Krzywińskich
66. Obszar Chronionego Krajobrazu Wysoczyzny Elbląskiej – Wschód
67. Obszar Chronionego Krajobrazu Wysoczyzny Elbląskiej – Zachód
68. Obszar Chronionego Krajobrazu Wzgórz Dybowskich
69. Obszar Chronionego Krajobrazu Wzgórz Dylewskich
70. Obszar Chronionego Krajobrazu Wzgórz Szeskich
71. Obszar Chronionego Krajobrazu Wzniesień Górowskich

## województwo wielkopolskie[16]

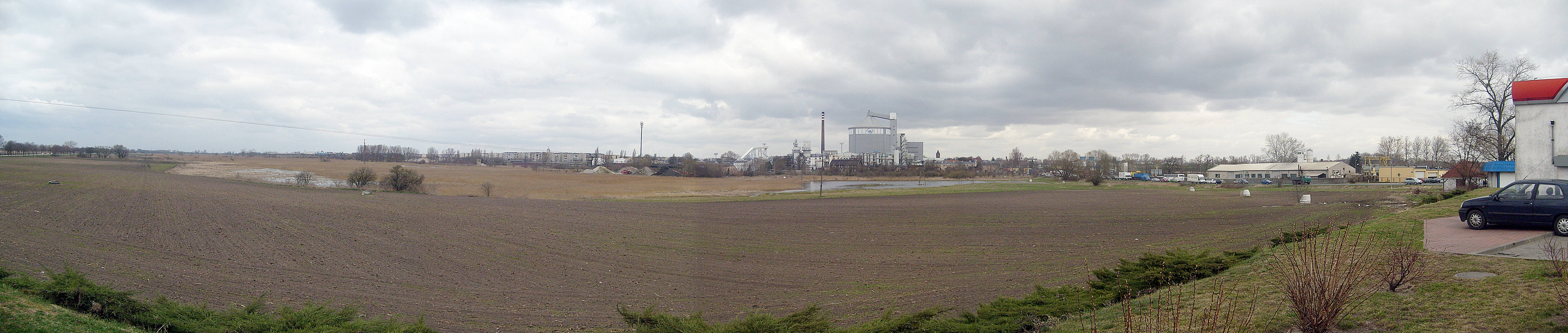
Obszar Chronionego Krajobrazu Bagna Średzkie

1. Międzychodzki Obszar Chronionego Krajobrazu („H” Międzychód)
2. Miedzichowski Obszar Chronionego Krajobrazu („I” Międzyrzecz-Trzciel)
3. Obszar Chronionego Krajobrazu Pojezierze Sławskie, Pradolina Obry i Rynna Zbąszyńska
4. Obszar Chronionego Krajobrazu Rynny Jeziora Lusowskiego i Doliny Samy
5. Obszar Chronionego Krajobrazu Jeziora Niepruszewskiego
6. Pawłowicko-Sobocki Obszar Chronionego Krajobrazu
7. Obszar Chronionego Krajobrazu Biedrusko
8. Obszar Chronionego Krajobrazu w gminie Kórnik
9. Obszar Chronionego Krajobrazu Bagna Średzkie
10. Obszar Chronionego Krajobrazu Doliny Samicy Kierskiej
11. Obszar Chronionego Krajobrazu Doliny rzeki Wirynki
12. Obszar Chronionego Krajobrazu Szwajcaria Żerkowska
13. Obszar Chronionego Krajobrazu Dolina rzeki Ciemnej
14. Obszar Chronionego Krajobrazu Dolina rzeki Swędrni w okolicach Kalisza
15. Obszar Chronionego Krajobrazu Dąbrowy Krotoszyńskie Baszków-Rochy
16. Obszar Chronionego Krajobrazu Wzgórza Ostrzeszowskie i Kotlina Odolanowska (także w woj. dolnośląskim)
17. Obszar Chronionego Krajobrazu Dolina rzeki Prosny
18. Powidzko-Bieniszewski Obszar Chronionego Krajobrazu
19. Goplańsko-Kujawski Obszar Chronionego Krajobrazu
20. Złotogórski Obszar Chronionego Krajobrazu
21. Pyzdrski Obszar Chronionego Krajobrazu
22. Uniejowski Obszar Chronionego Krajobrazu
23. Przemęcko-Wschowski Obszar Chronionego Krajobrazu
24. Obszar Chronionego Krajobrazu Kompleks leśny Śmigiel-Święciechowa
25. Krzywińsko-Osiecki Obszar Chronionego Krajobrazu
26. Obszar Chronionego Krajobrazu Puszcza nad Drawą (także w woj. zachodniopomorskim)
27. Obszar Chronionego Krajobrazu Pojezierze Wałeckie i Dolina Gwdy (także w woj. zachodniopomorskim)
28. Obszar Chronionego Krajobrazu Dolina Łobżonki i Bory Kujańskie
29. Obszar Chronionego Krajobrazu Dolina Noteci
30. Obszar Chronionego Krajobrazu Dolina Wełny i Rynna Gołaniecko-Wągrowiecka
31. Obszar Chronionego Krajobrazu Puszcza Notecka
32. Obszar Chronionego Krajobrazu Dolina Cybiny w Nekielce
33. Obszar Chronionego Krajobrazu Dolina Cybiny w Poznaniu

## województwo zachodniopomorskie[3]

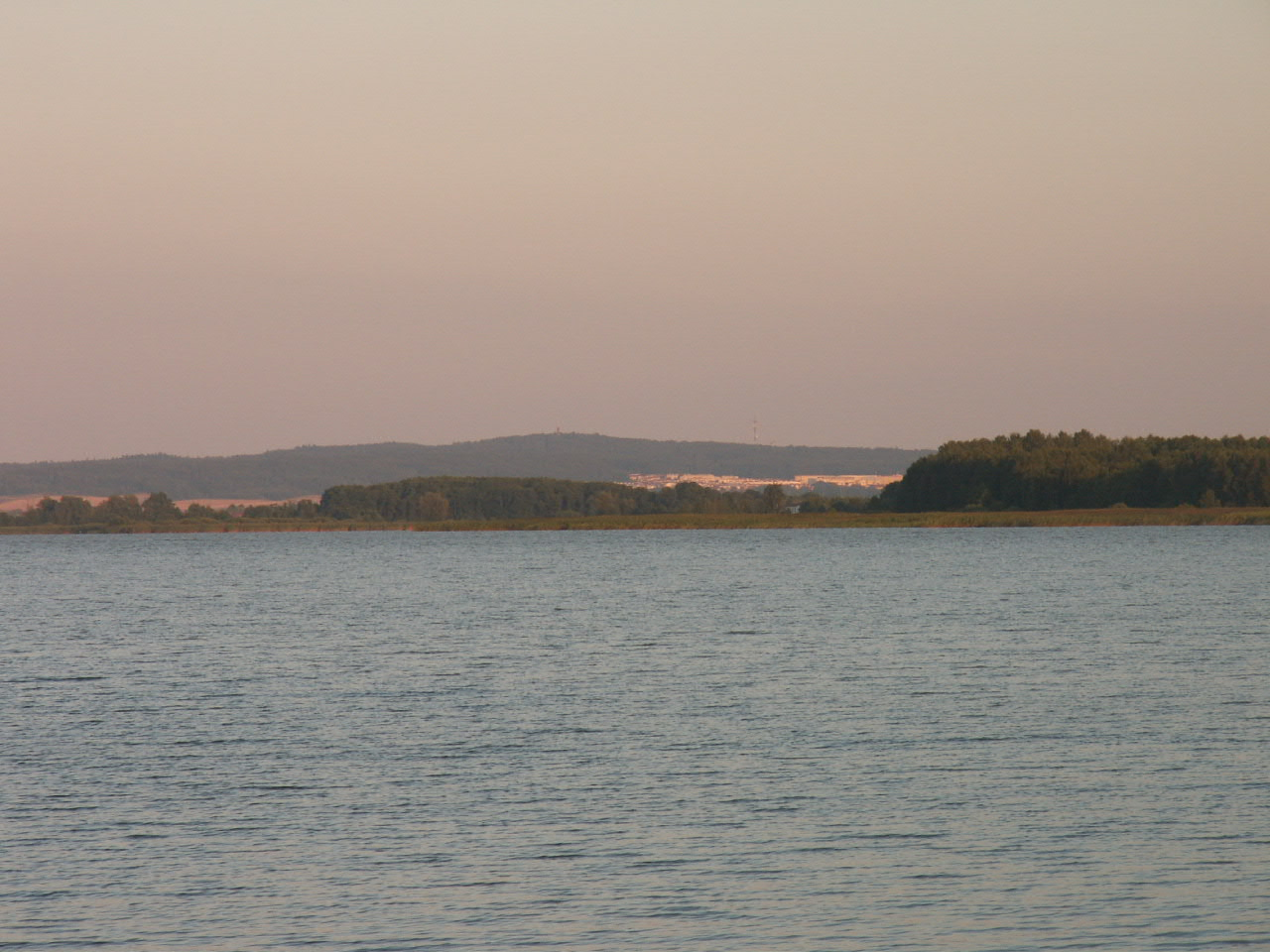
Widok na Górę Chełmską z jeziora Jamno, na terenie Obszaru Chronionego Krajobrazu Koszaliński Pas Nadmorski

Na terenie województwa zachodniopomorskiego zlokalizowanych jest 22 obszarów chronionego krajobrazu:
1. Obszar Chronionego Krajobrazu „A” (Dębno-Gorzów)
2. Obszar Chronionego Krajobrazu „B” (Myślibórz)
3. Obszar Chronionego Krajobrazu „C” (Barlinek)
4. Obszar Chronionego Krajobrazu „D” (Choszczno-Drawno)
5. Obszar Chronionego Krajobrazu „E” (Korytnica Rzeka)
6. Obszar Chronionego Krajobrazu „F” (Bierzwnik)
7. Obszar Chronionego Krajobrazu Dolina Piławy
8. Obszar Chronionego Krajobrazu Dolina Radwi
9. Obszar Chronionego Krajobrazu Dolina rzeki Płytnicy
10. Obszar Chronionego Krajobrazu Dominikowo-Niemieńsko
11. Obszar Chronionego Krajobrazu Jeziora Szczecineckie
12. Obszar Chronionego Krajobrazu Jezioro Łętowskie oraz okolice Kępic
13. Obszar Chronionego Krajobrazu Koszaliński Pas Nadmorski
14. Obszar Chronionego Krajobrazu Las Czermnicki
15. Obszar Chronionego Krajobrazu Las Drzonowski
16. Obszar Chronionego Krajobrazu Pas Pobrzeża na zachód od Ustki
17. Obszar Chronionego Krajobrazu Pojezierze Drawskie
18. Obszar Chronionego Krajobrazu Pojezierze Wałeckie i Dolina Gwdy (także w woj. wielkopolskim)
19. Obszar Chronionego Krajobrazu Puszcza nad Drawą (także w woj. wielkopolskim)
20. Obszar Chronionego Krajobrazu Okolice Kalisza Pomorskiego
21. Obszar Chronionego Krajobrazu Okolice Polanowa
22. Obszar Chronionego Krajobrazu Okolice Żydowo-Biały Bór